# Verde ftalocianina G
Verde ftalocianina G ou verde de ftalocianina G, também chamado verde ftalo, azul viridiano, pigmento verde 7, verde ftalocianina de cobre, C.I. pigmento verde 7, verde não floculante G, ftalocianina de cobre policloro e C.I. 74260, é um pigmento sintético verde do grupo dos corantes ftalocianina, um complexo de cobre(II) com ftalocianina clorada. É um pó verde muito macio, insolúvel em água. 
Seus números CAS são 1328-45-6 e 1328-53-6 dependendo da extensão da substituição de cloro: a fórmula química varia de C32H3Cl13CuN8 a C32HCl15CuN8. Possui uma cor brilhante, de alta intensidade, usada em tintas para pintura a óleo e acrílica, e em outras aplicações.

## Propriedades, química e produção
Verde ftalocianina é um pigmento azul de ftalocianina onde a maioria dos átomos de hidrogênio são substituídos por cloro. Os átomos de cloro fortemente eletronegativos influenciam a distribuição dos elétrons na estrutura da ftalocianina, alterando seu espectro de absorção. É produzido por cloração do azul de ftalocianina como uma fusão de cloreto de sódio e cloreto de alumínio, a qual é introduzido cloro a uma temperatura elevada.
As moléculas de verde ftalocianina são altamente estáveis. Elas são resistentes a álcalis, ácidos, solventes, calor e radiação ultravioleta.

## Usos
Devido a sua estabilidade, verde ftalocianina é usado em tintas, revestimentos e muitos plásticos. Em aplicações é transparente. O pigmento é insolúvel e não tem tendência para migrar no material. É um pigmento padrão usado em tinta de impressão e na indústria de empacotamento. Também é permitido em todos os cosméticos exceto aqueles usados ao redor dos olhos, e é usado em algumas tatuagens.

## Compostos relacionados
Verde ftalocianina cobre 36 é uma variante onde alguns dos átomos de cloro são substituídos por bromo.

## Toxicidade e perigos
Há evidências que exposição a ftalocianinas pode causar defeitos congênitos graves em embriões em desenvolvimento.